# Brewsterův úhel
Brewsterův úhel (též polarizační úhel) je úhel dopadu světla na rozhraní dvou opticky různých nevodivých prostředí, při kterém dochází k úplnému průchodu polarizovaného světla do druhého prostředí bez jakéhokoli odrazu. Pro nepolarizované světlo to znamená, že odražená složka bude dokonale polarizována.

## Historie
Polarizací světla odrazem se zabýval již Etienne-Louis Malus (viz Malusův pokus) v roce 1808. Vzhledem k nedostatečné kvalitě používaných materiálů (skel) však nebyl schopen nalézt vztah mezi polarizačním úhlem a indexem lomu. V roce 1815 použil David Brewster kvalitnější materiály a výsledkem jeho experimentů byl Brewsterův zákon.

## Brewsterův zákon

Brewsterův úhel.

Pokud světlo dopadá na rozhraní dvou prostředí, pak se část dopadajícího světla odráží zpět do prvního prostředí a část se láme do prostředí druhého.
Podle teorie elektromagnetického pole budou v odraženém světle převládat kmity v rovině kolmé k rovině dopadu, zatímco v lomeném světle budou převládat kmity ležící v rovině dopadu. Pro určitý speciální úhel {\displaystyle \theta _{B}} lze odražené světlo považovat za zcela polarizované (čehož lze dosáhnout zcela jen pro neabsorpční prostředí). Úhel {\displaystyle \theta _{B}} se nazývá Brewsterův úhel a platí pro něj vztah
{\displaystyle \operatorname {tg} \,\theta _{B}=n_{12}={\frac {n_{2}}{n_{1}}}},
kde {\displaystyle n_{12}} je relativní a {\displaystyle n_{1},n_{2}} jsou absolutní indexy lomu.
Uvedený vztah je označován jako Brewsterův zákon.

## Vlastnosti
Je-li úhel dopadu roven polarizačnímu úhlu, jsou odražený a lomený paprsek vzájemně kolmé.
Z teorie elektromagnetického pole lze dokázat, že při polarizaci lomem je lomený paprsek polarizován pouze částečně. V lomeném paprsku převládají kmity ležící v rovině dopadu.